# Эмигрант (фильм)
«Эмигрант» (итал. L'emigrante) — кинокомедия 1973 года с Адриано Челентано в главной роли. Режиссёр — Паскуале Феста Кампаниле.

## Сюжет
Молодой житель Неаполя Пеппино Кавалло без устали ищет своё место под солнцем. Так же неутомимо он ищет своего папу. Однажды Пеппино хочет переправиться через океан. На борту корабля он знакомится с красивой женщиной, которая имеет большие проблемы с итальянскими бандитами. Вездесущие гангстеры и в США не оставляют в покое ни девушку, ни Пеппино…

## В ролях
- Адриано Челентано
- Клаудиа Мори
- Сибил Даннинг
- Хосе Кальво
- Герберт Фукс
- Розита Писано
- Джиджи Редер
- Джакомо Риццо
- Лино Тоффоло
- Нино Винджелли
- Мануэль Сарсо

## Съёмочная группа
- Режиссёр — Паскуале Феста Кампаниле
- Оператор — Гастоне Ди Джованни
- Сценаристы — Паскуале Феста Кампаниле, Франко Кастеллано
- Композитор — Карло Рустикелли